# Höhensatz

Fläche graues Quadrat = Fläche graues Rechteck

Der Höhensatz des Euklid, benannt nach Euklid von Alexandria, ist eine Aussage der Elementargeometrie, die in einem rechtwinkligen Dreieck eine Beziehung zwischen der dem rechten Winkel gegenüberliegenden Seite und ihrer zugehörigen Höhe beschreibt. Zusammen mit dem Satz des Pythagoras und dem Kathetensatz bildet er die sogenannte Satzgruppe des Pythagoras.

## Satz, Umkehrung und Verallgemeinerung

Höhensatz als Spezialfall des Sehnensatzes:

In einem rechtwinkligen Dreieck teilt die zur Hypotenuse gehörige Höhe {\displaystyle h} diese in zwei Abschnitte {\displaystyle p} und {\displaystyle q}, dabei entspricht die Länge der Höhe dem geometrischen Mittel der Längen der Abschnitte {\displaystyle p} und {\displaystyle q}, das heißt, es gilt:
{\displaystyle h={\sqrt {pq}}}.
Oft drückt man den Satz auch als Flächen- anstatt als Längenbeziehung aus. In diesem Fall entspricht dann die Fläche des Höhenquadrats der Fläche des mit den Hypotenusenabschnitten {\displaystyle p} und {\displaystyle q} gebildeten Rechtecks:
{\displaystyle h^{2}=pq}.
Es gilt auch die Umkehrung des Höhensatzes. Wenn in einem beliebigen Dreieck für die Höhe {\displaystyle h} und die von ihr erzeugten Seitenabschnitte {\displaystyle p} und {\displaystyle q} die Beziehung {\displaystyle h^{2}=pq} gilt, so ist das Dreieck rechtwinklig.
Man kann den Höhensatz auch als einen Spezialfall des Sehnensatzes auffassen. Wenn nämlich die erste Sehne dem Durchmesser des Kreises entspricht und die zweite Sehne senkrecht auf ihr steht, dann entsprechen deren Sehnenabschnitte aufgrund des Satzes von Thales der Höhe in einem rechtwinkligen Dreieck mit der ersten Sehne als Hypotenuse. Zudem sind wegen der Symmetrie des Kreises beide Sehnenabschnitte der zweiten Sehne gleich lang. Damit liefert der Sehnensatz in diesem Fall genau die Gleichung des Höhensatzes.

## Anwendungen

Ungleichung vom arithmetischen und geometrischen Mittel

Die obige Formulierung des Höhensatzes mit Hilfe von Flächen liefert ein Verfahren zur Quadratur eines Rechtecks mit Zirkel und Lineal, das heißt, man kann mit Hilfe des Höhensatzes zu einem gegebenen Rechteck ein exakt flächengleiches Quadrat nur mit Hilfe von Zirkel und Lineal konstruieren. Dabei geht man wie folgt vor (siehe dazu auch die Zeichnung rechts): Zu einem gegebenen Rechteck mit den Seiten {\displaystyle p} und {\displaystyle q} bezeichne {\displaystyle D} einen Eckpunkt. Nun verlängert man in {\displaystyle D} die Seite {\displaystyle q} um {\displaystyle p}, womit {\displaystyle D} die neue Strecke {\displaystyle {\overline {AB}}} mit der Länge {\displaystyle q+p} teilt. Dann zeichnet man einen Halbkreis mit {\displaystyle p+q} als Durchmesser und errichtet in {\displaystyle D} eine Senkrechte zu {\displaystyle p+q}, die den Halbkreis in dem Punkt {\displaystyle C} schneidet. Nach dem Satz des Thales formen der Punkt {\displaystyle C} und der Durchmesser {\displaystyle p+q} ein rechtwinkliges Dreieck, dessen Höhenquadrat mit Seitenlänge {\displaystyle h=|DC|} flächengleich zum Ausgangsrechteck ist.
Eine weitere Anwendung ist ein geometrischer Beweis der Ungleichung vom arithmetischen und geometrischen Mittel für zwei Zahlen. Zu den Zahlen {\displaystyle p} und {\displaystyle q} konstruiert man einen Halbkreis mit Durchmesser {\displaystyle p+q}, dann entspricht die Höhe dem geometrischen Mittel und der Radius dem arithmetischen Mittel. Da nun die Höhe immer kleiner oder gleich dem Radius, hat man somit die Gültigkeit der Ungleichung gezeigt.

## Geschichte
Der Höhensatz wird traditionell dem griechischen Mathematiker Euklid zugeschrieben, der ihn in seinen Elementen beschreibt. Dort wird er als Korollar zu Proposition 8 in Buch VI hergeleitet. In Proposition 14 in Buch II gibt Euklid zudem eine Methode zu der Quadrierung eines Rechtecks an, die im Wesentlichen der hier beschriebenen Methode entspricht. Allerdings liefert Euklid dort einen etwas komplizierteren Nachweis für ihre Korrektheit, da er dabei nicht auf den Höhensatz als Beweismittel zurückgreift.

## Beweis

### Anhand von ähnlichen Dreiecken
Beweis des Satzes:
Die Dreiecke {\displaystyle \triangle ADC} und {\displaystyle \triangle BCD} sind ähnlich, da beide ähnlich zum Dreieck {\displaystyle \triangle ABC} sind. Letzteres ist der Fall, da sie jeweils in zwei Winkeln mit dem Dreieck {\displaystyle \triangle ABC} übereinstimmen. Die Ähnlichkeit der beiden Dreiecke liefert die nun folgende Gleichung über die Seitenverhältnisse. Der Satz ergibt sich dann unmittelbar aus einer Äquivalenzumformung dieser Verhältnisgleichung:
{\displaystyle {\frac {h}{p}}={\frac {q}{h}}\,\Leftrightarrow \,h^{2}=pq\,\Leftrightarrow \,h={\sqrt {pq}}\qquad (h,p,q>0)}
Beweis der Umkehrung:
Hier ist zu zeigen, dass ein beliebiges Dreieck {\displaystyle \triangle ABC} mit der Eigenschaft {\displaystyle h^{2}=pq} einen rechten Winkel in {\displaystyle C} besitzt. Aufgrund der Gleichung für die Höhe gilt auch die folgende Verhältnisgleichung {\displaystyle {\tfrac {h}{p}}={\tfrac {q}{h}}}. Damit haben die Dreiecke {\displaystyle \triangle ADC} und {\displaystyle \triangle BDC} beide einen rechten Winkel und stimmen im Seitenverhältnis der an dem rechten Winkel anliegenden Seiten überein. Also folgt aus Ähnlichkeitssätzen für Dreiecke (SWS-Satz), dass die beiden Dreiecke ähnlich sind für ähnliche Dreiecke und es gilt aufgrund der Winkelsumme im Dreieck:
{\displaystyle \angle ACB=\angle ACD+\angle DCB=\angle ACD+(90^{\circ }-\angle ACD)=90^{\circ }}

### Über Zerlegungen
Man schneidet das rechtwinklige Dreieck entlang der Höhe {\displaystyle h} auf und kann dann die beiden Teildreiecke auf zwei unterschiedliche Arten zu einem rechtwinkligen Dreieck mit den Katheten {\displaystyle p+h} und {\displaystyle q+h} arrangieren, bei denen jeweils ein drittes Teilstück fehlt. Im einen Fall hat das fehlende Teilstück die Fläche {\displaystyle h^{2}}, im anderen {\displaystyle pq}. Da beiden fehlenden Stücke die Teildreiecke jeweils zu dem gleichen Dreieck ergänzen, müssen sie flächengleich sein; das heißt, es gilt {\displaystyle h^{2}=pq}.

### Mit dem Satz des Pythagoras
In der Konfiguration des Höhensatzes hat man die drei rechtwinkligen Dreiecke {\displaystyle \triangle ABC}, {\displaystyle \triangle ADC} und {\displaystyle \triangle DBC}, in denen jeweils der Satz des Pythagoras gilt. Damit erhält man:
{\displaystyle h^{2}=b^{2}-p^{2}} und {\displaystyle h^{2}=a^{2}-q^{2}}
und somit auch mittels der ersten binomischen Formel
{\displaystyle 2h^{2}=a^{2}+b^{2}-p^{2}-q^{2}=c^{2}-p^{2}-q^{2}=(p+q)^{2}-p^{2}-q^{2}=2pq}.
Division durch zwei liefert dann den Höhensatz.

### Über Scherungen
Das Höhenquadrat kann durch drei Scherungen in ein flächengleiches Rechteck mit Seitenlängen p und q überführt werden.

Scherungen mit zugehörigen Fixgeraden (gestrichelt), von links nach rechts überführen Scherungen Parallelogramme in flächengleiche Parallelogramme